# Aftokinitodromos 90
Der Aftokinitodromos 90 (griechisch Αυτοκινητόδρομος 90, ‚Autobahn 90‘) ist eine geplante Autobahn im Norden Kretas in Griechenland, welche von West (Kissamos) nach Ost (Agios Nikolaos) verlaufen und die wichtigsten Bevölkerungszentren der Nordküste Kretas verbinden soll. Mit Stand von 2023 sind 51 Kilometer der Strecke vierspurig mit Mittelleitplanken als Autobahn ausgebaut, 210 Kilometer zweispurig mit Seitenstreifen als Schnellstraße. Der längste Autobahnabschnitt ist die Südumgehung von Iraklio, die im Osten bis Chersonissos führt. Weiter im Westen entsprechen auch die Umgehungen von Chania und Rethymno schon Autobahnstandard.
Nach ihrer Fertigstellung soll sie die Ethniki Odos 90 ersetzen, welche in etwa den gleichen Trassenverlauf nimmt. In Bezug auf ihre Funktion wird sie auch mit dem Akronym VOAK bezeichnet (griechisch Βόρειος Οδικός Άξονας Κρήτης Vorios Odikos Axonas Kritis, „nördliche Straßenachse Kretas“), wobei bereits die Nationalstraße 90 diesen Namen trug. Auch die englische Bezeichnung New Road findet sich auf Straßenschildern.
Derzeit (2023) wird keine Maut erhoben, nach Fertigstellung soll die A90 mautpflichtig werden.